# آدلا مارکولسکو
آدلا مارکولسکو (رومانیایی: Adela Mărculescu؛ زاده ۲۱ دسامبر ۱۹۳۸) بازیگر اهل رومانی است.
از فیلم‌ها یا مجموعه‌های تلویزیونی که وی در آن‌ها نقش داشته‌است، می‌توان به نبرد برای رم اشاره نمود.